# Avdijivka
Avdijivka (ukrajinsky Авдіївка; rusky Авдеевка, Avdějevka) je město v Doněcké oblasti na Ukrajině. Nedaleko města se nachází velká koksovna, jedna z největších v Evropě. Před válkou ve městě žilo přes 30 tisíc obyvatel. Do administrativní reformy v roce 2020 bylo město městem oblastního významu.
Během rusko-ukrajinské války se ve městě několikrát bojovalo, nejtěžší boje zde probíhají od ruské invaze v roce 2022. Většina města byla zničena a obyvatelé uprchli, v březnu 2023 zde zůstávalo jen 2 tis. obyvatel. Dne 16. února 2024 Ukrajina přišla o kontrolu nad městem.

## Poloha a popis
Leží na říčce Kamjanka (Kamenka), přítoku řeky Očeretovata v povodí Severního Doňce; zhruba 22 kilometrů na sever od centra hlavního města oblasti Doněcku a přibližně pět kilometrů na západ od Jasynuvaty. V roce 2013 žilo v Avdijivce přes 35 000 obyvatel, v únoru 2023 již jen kolem 2 500 obyvatel. Město je železniční tratí rozděleno na starou část s přízemní domkovou zástavbou na východě a novější část sestávající z panelového sídliště a průmyslových závodů na západě.

## Dějiny
Avdijivka byla založena roku 1778 z rozkazu gubernátora Nového Ruska, knížete G. A. Potěmkina; patří tak k nejstarším obcím na Donbasu. Název dostala po zakladateli dřívější osady, jistém rolníku Avdějovi. K roku 1859 tu žilo již 2 300 lidí. Roku 1884 byla do obce přivedena železniční trať.
Městem je od roku 1956. V roce 1963 byla otevřena koksovna a počet obyvatel začal rychle růst. V roce 1965 zde začaly jezdit tramvaje. V roce 1989 mělo město 40 tis. obyvatel.

### Ruská invaze na Ukrajinu
Ve válce na východní Ukrajině se opakovaně o Avdijivku bojovalo. V dubnu 2014 město obsadili proruští separatisté, v červenci 2014 však město dobyla zpět Ukrajinská armáda.
V lednu 2017 ve městě znovu propukly boje, město bylo několik dní bez elektřiny a topení.
Od ruské invaze v roce 2022 zde opět probíhají těžké boje. V bojích byla většina města zničena a většina obyvatelů z města uprchla. V únoru 2023 městu hrozilo obklíčení ruskou armádou a ukrajinská vláda vyzvala zbylých asi 2 500 obyvatel, aby se před nadcházejícími boji evakuovali.
Další ruský pokus o dobytí města začal v říjnu 2023. Na přelomu ledna a února 2024 začaly ruské jednotky pronikat z jihu a severu do prvních ulic města a v únoru hrozilo obklíčení města. Dne 16. února 2024 se ukrajinské síly z Avdijivky zcela stáhly a zničené město, kde přebývalo méně než tisíc civilistů, přenechaly Rusům.

## Demografie
Podobně jako v jiných městech Donbasu je zde významná ruská menšina. V roce 2001 zde žilo 63,5 % Ukrajinců, 33,7 % Rusů a 0,9 % Bělorusů, rusky mluvilo 87,2 % obyvatel.
Počet obyvatel nejprve rostl, od pádu Sovětského svazu stále klesá.
| 1859  | 1897  | 1926  | 1939   | 1959   | 1970   | 1979   | 1989   | 2001   | 2005   | 2013   | 2021   |
| ----- | ----- | ----- | ------ | ------ | ------ | ------ | ------ | ------ | ------ | ------ | ------ |
| 2 299 | 6 739 | 5 084 | 17 288 | 18 206 | 29 181 | 34 795 | 39 833 | 37 210 | 36 407 | 35 194 | 31 940 |

## Doprava
Ve městě byla tramvajová trať spojující sídliště na jihozápadě s továrnou na výrobu koksu na severozápadě o délce 8,6 kilometrů. Rozchod kolejí byl 1524 mm. Na trati byly provozovány vozy KTM-5. Mezi roky 1986 a 2003 byla provozována i trať z Avdiivky do doněckého předměstí Spartak. Dalšího napojení na doněckou tramvajovou síť se však tato meziměstská trať nedočkala a v roce 2004 byla odstraněna. Z důvodu válečné destrukce byl provoz zastaven v roce 2015. V roce 2016 byl částečně obnoven, v roce 2017 pak definitivně zastaven.

## Slavní rodáci
- Oleksandr Filippov (* 1992) – ukrajinský fotbalista
- Vladimir Najdyš (1940–2007) – sovětský vědec a pedagog
- Alexandr Nebotov (1907–1962) – sovětský historik a politik
- Alexandr Novak (* 1971) – ruský politik
- Denis Osadčij (* 1988) – ukrajinský kulturista
- Anatolij Poljanskij (1928–1993) – sovětský architekt
- Oleksij Poljanskij (* 1986) – ukrajinský fotbalista
- Valentin Sapronov (1932–2019) – sovětský fotbalista
- Lev Šestakov (1915–1944) – sovětské letecké eso
- Viktor Zjemcev (* 1973) – ukrajinský triatlonista

## Galerie

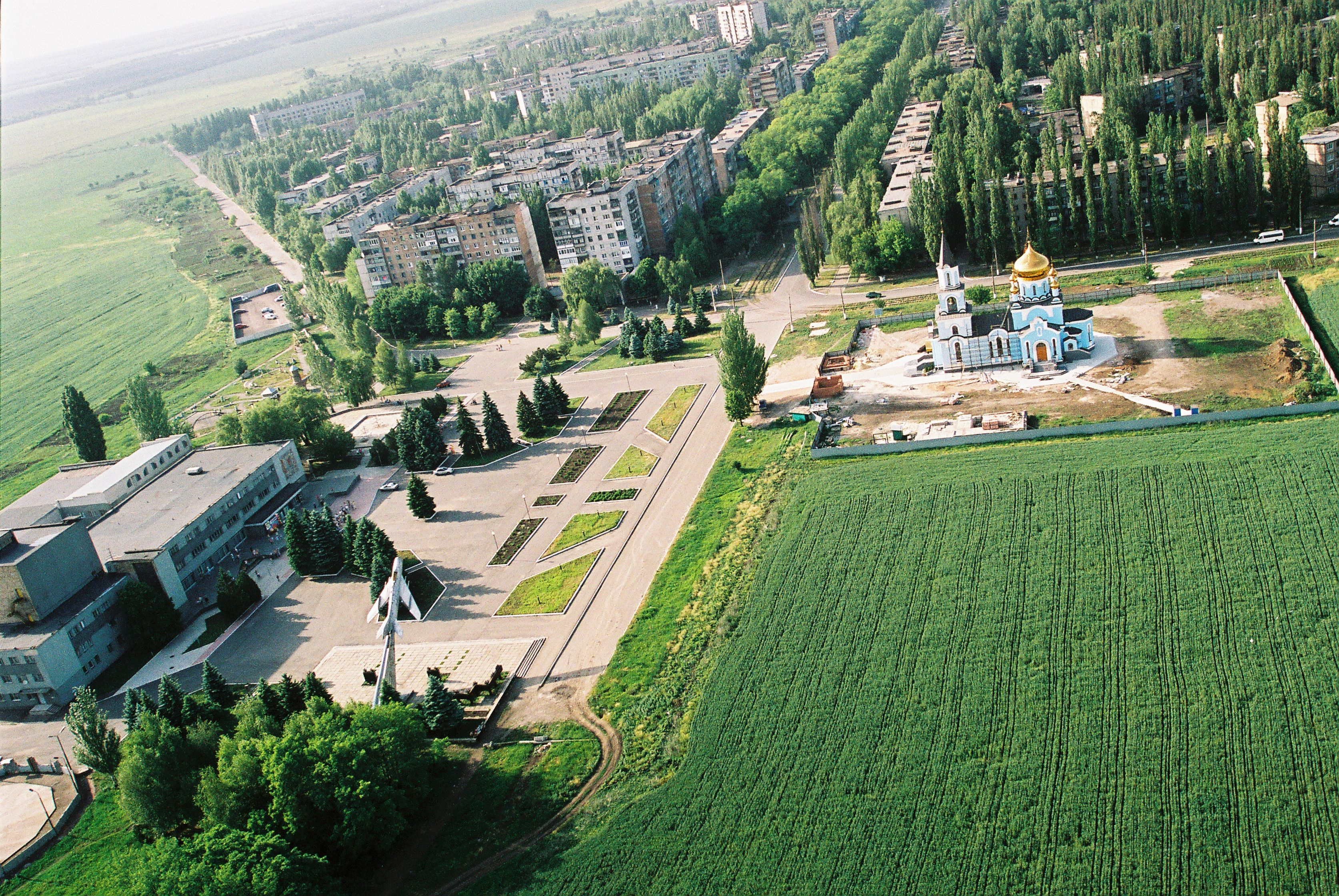
Centrum města (2007)
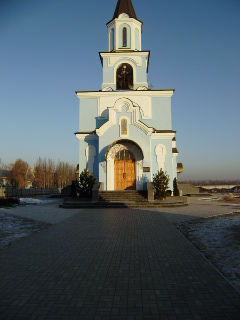
Chrám Maří Magdaleny
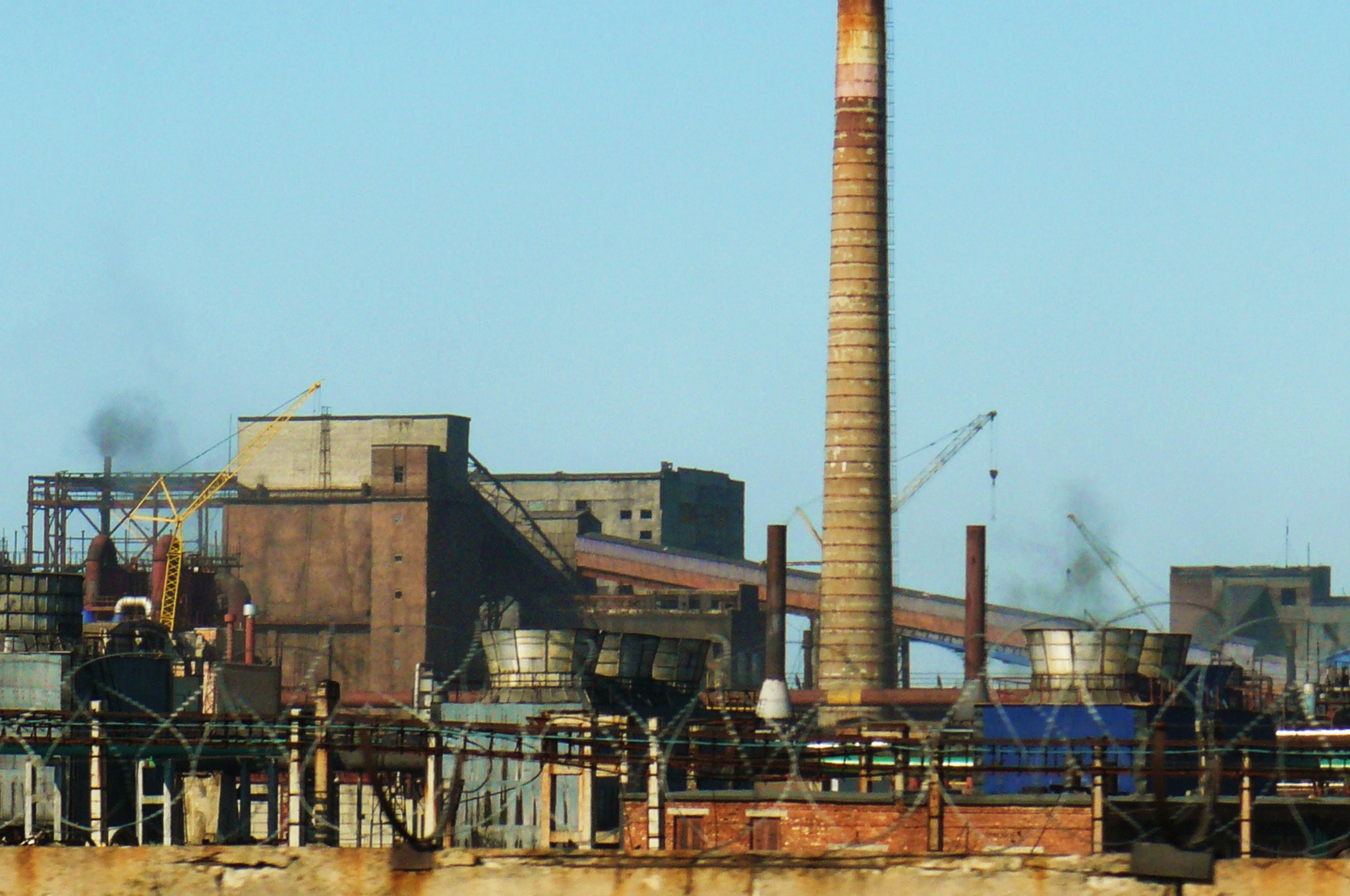
Koksovna a chemička
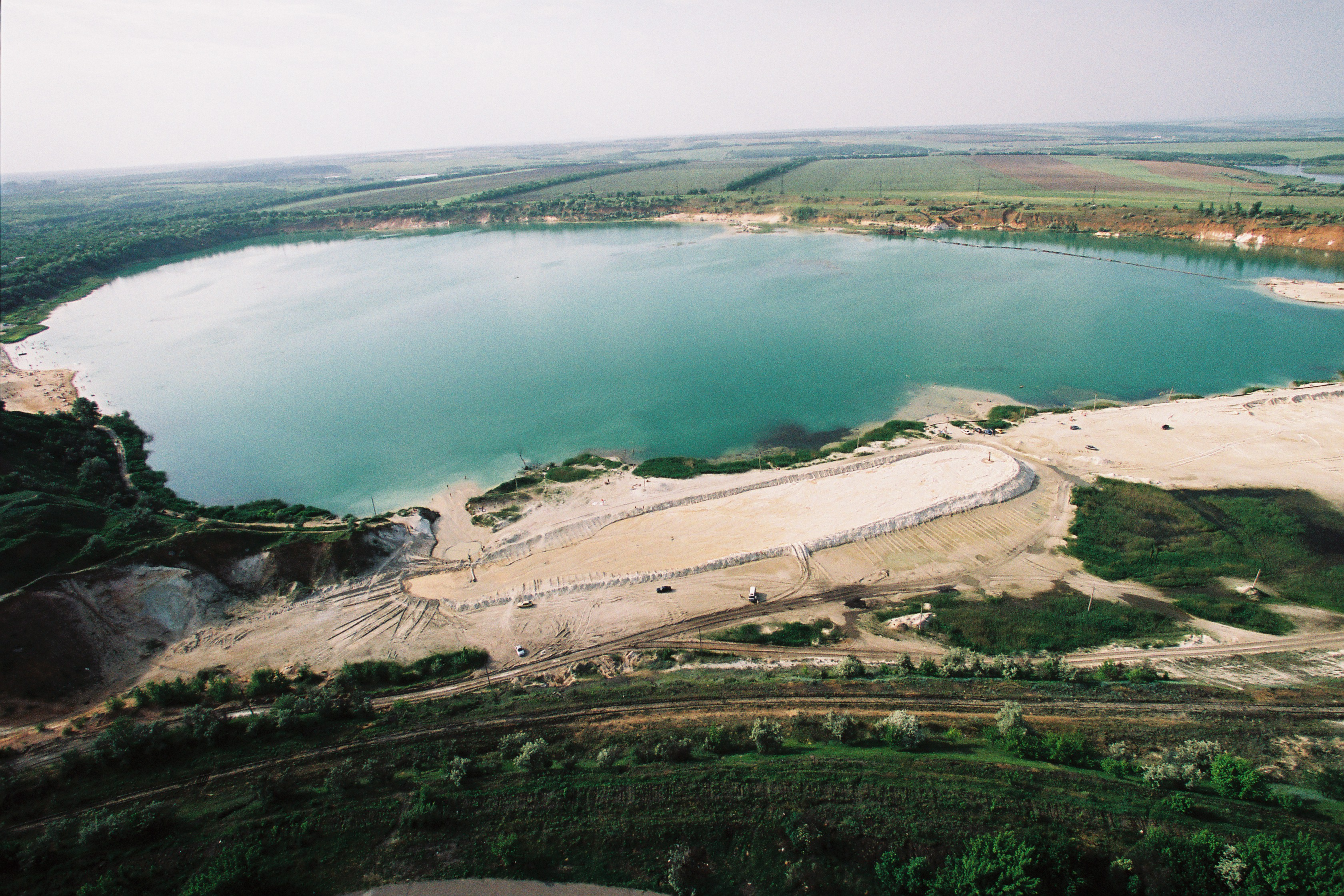
Avdějevské jezero (zatopený lom)
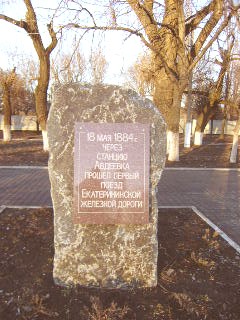
Památník železnice (1884)
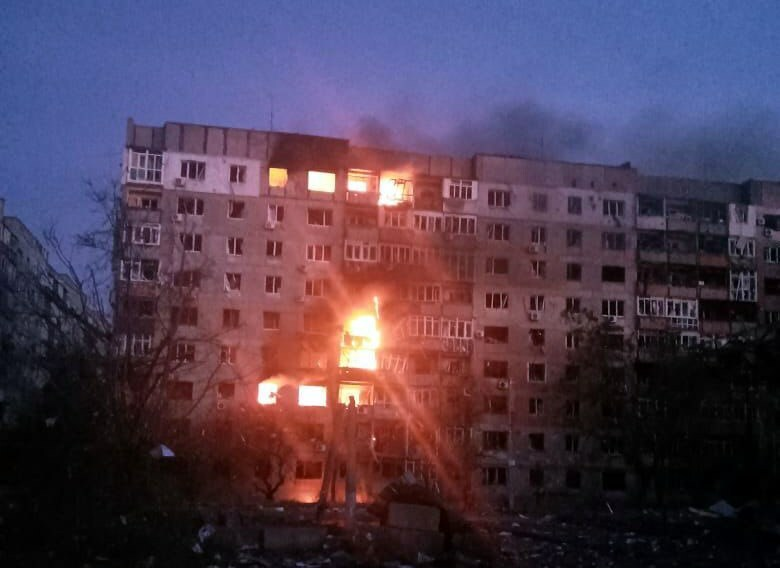
Avdijivka po ruském ostřelování (2023)
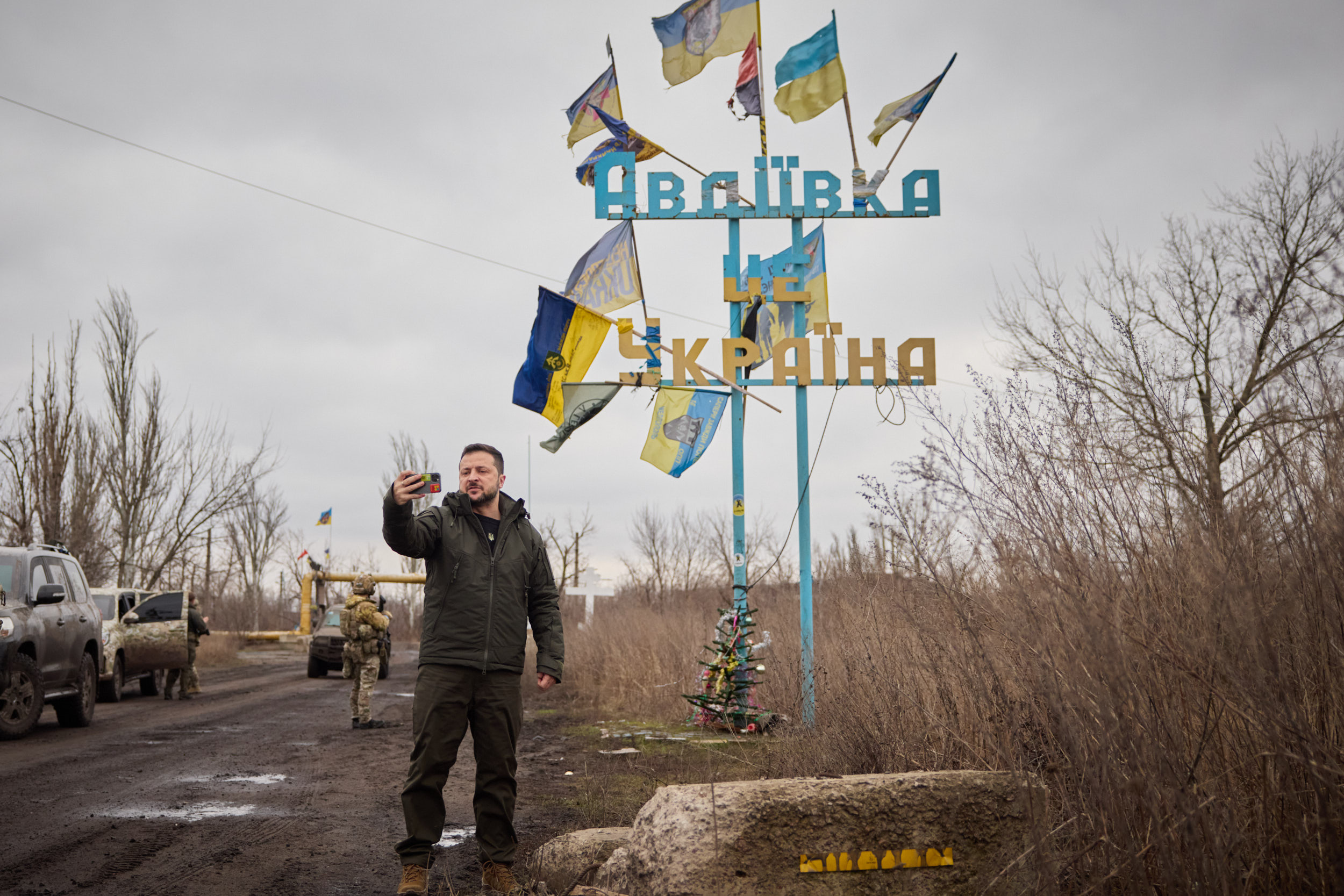
Ukrajinský prezident v Avdijivce (2023)